# J.E. Sunde
Pour les articles homonymes, voir Sunde.
J.E. Sunde, né Jonathan Edward Sunde le 4 janvier 1986 à Amery (Wisconsin), est un auteur-compositeur-interprète américain de musique indie folk.

## Biographie
Originaire d'Amery dans le Wisconsin, Jonathan Edward Sunde, né le 4 janvier 1986, vit à Minneapolis dans le Minnesota.
Durant son enfance, il reçoit une éducation religieuse influencée de folk-rock via ses parents qui composent des chansons, donnent des concerts et enregistrent des disques dans le cadre de leurs activités au sein d’une association culturelle luthérienne.
Son frère ainé disquaire, contribue à ses découvertes musicales qui l’incitent à écrire ses premières chansons à l'adolescence.
Il étudie le chant et la musique classique à l’Université du Wisconsin à Eau Claire.
Il commence sa carrière avec le groupe The Daredevil Christopher Wright, dans un style pop orchestral influencé par Bon Iver, qu’il fonde avec Jesse Edgington et son jeune frère, Jason Sunde.
À partir de 2012, il poursuit sa carrière en solo dans un style mêlant le folk, la country et le rock. Il est accompagné de Brian Joseph qui a travaillé avec Paul Simon et Sufjan Stevens, du batteur Shane Leonard qui a collaboré avec Anna Tivel, Stray Birds ainsi que d'Andrew Thoreen bassiste et tromboniste. Il revendique les influences de Paul Simon, Leonard Cohen ou Gram Parsons et de leurs héritiers comme Elliott Smith ou Sufjan Stevens.
Télérama fait figurer l'album 9 Songs About Love parmi les 50 meilleurs albums de l'année 2020. Il fait également partie de la sélection des top albums de 2020 du magazine Rolling Stone.
J.E. Sunde est en tournée en France, Belgique et aux Pays-Bas du 21 octobre au 28 novembre 2021.

## Discographie
- Avec le groupe The Daredevil Christopher Wright :
  - In Deference to a Broken Back (2009, Almost Musique)
  - The Nature of Things (2012, Almost Musique)
- En solo :
  - Shapes That Kiss the Lips of God (2014, Cartouche Records)
  - Now I Feel Adored (2017, Cartouche Records)
  - JE Sunde (2019, Vietnam)
  - 9 Songs About Love (2020, Vietnam)
  - Alice, Gloria and Jon (2023)